# Campyloneurus biplicatus
Campyloneurus biplicatus är en stekelart som beskrevs av Per Abraham Roman 1915. Campyloneurus biplicatus ingår i släktet Campyloneurus och familjen bracksteklar. Inga underarter finns listade.